# Frontera entre Tayikistán y Uzbekistán
La frontera entre Uzbekistán y Tayikistán es el límite de 1.312 kilómetros de longitud, en sentido este-oeste, que separa el territorio oeste de Uzbekistán (provincias de Surjandarín, Kashkadar, Djizaks, Samarcanda, Sir Daria, Ferganá, Taskent y Namangán) del territorio este de Tayikistán (provincias de Sughd, Karotegin y Khatlon). Fue establecida como frontera internacional con la disolución de la Unión Soviética en 1991.

## Trazado
La frontera comienza al oriente, en la triple frontera entre Uzbekistán, Tayikistán y Kirguistán, tres antiguas repúblicas de la Unión Soviética. Sigue tres tramos cortos hacia el este, luego al norte, al oeste y al norte. Desde su extremo septentrional continúa sinuoso hacia el este y luego hacia el sur, pasando por Istaravshan (Tayikistán), Denov y Termez (Uzbekistán), hasta llegar a otra triple frontera entre los dos países con Afganistán (casi el paralelo 37° norte).
Ambas naciones eran, junto con Kirguistán y Turkmenistán, parte del Imperio ruso desde el siglo XIX. Lucharon por no integrarse a la Unión Soviética desde 1917. Finalmente, se agraron en 1925 (RSS de Uzbekistán) y el 1929 (RSS de Tayikistán), y se definieron así sus límites que se convirtieron en fronteras internacionales en 1991, con la disolución soviética.
Para evitar infiltraciones de narcotraficantes y terroristas del Movimiento Islámico de Uzbekistán, el gobierno uzbeko ha instalado campos de minas en la zona fronteriza entre ambos estados. Para 2004 Tayikistán y Uzbekistán habían resuelto casi el 86% de su disputa territorial en los 1.312 km de frontera después del colapso de la Unión Soviética en 1991.